# Agua de vida (cristianismo)

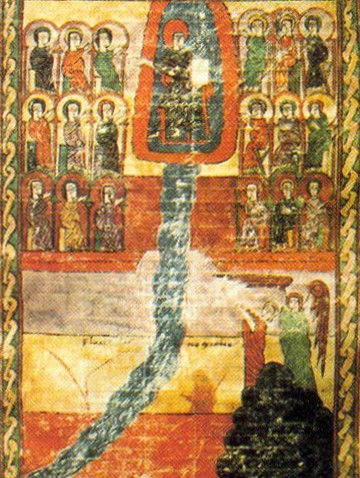
Representación del Fleuve de Vie, el «Río de la Vida», del Libro de Apocalipsis, Beato de Urgel, (f°198v-199), c..

En el cristianismo, el término Agua de Vida/Agua de la Vida (en griego antiguo: ὕδωρ ζωῆς, hydōr zōēs) se utiliza en el contexto de agua viva; las referencias específicas aparecen en el libro de Apocalipsis (Apocalipsis 21:6 y 22:1), así como en el Evangelio de Juan. En estas referencias, el término «Agua de Vida» se refiere al Espíritu Santo.
Los pasajes que componen Juan 4:10-26 en ocasiones son denominados como el Discurso del Agua de la Vida. Estas referencias en el Evangelio de Juan también se interpretan como el Agua de Vida.
El término se utiliza asimismo cuando se vierte el agua durante las oraciones bautismales, orando por el Espíritu Santo, por ejemplo: «Dale el poder para convertirse en el agua de la vida».

## El libro del Apocalipsis
La referencia al Agua de Vida en Apocalipsis 21:6 aparece en el contexto de la Nueva Jerusalén y afirma:
Al que tuviere sed, yo le daré gratuitamente de la fuente del agua de la vida.
En Apocalipsis 22:1, Juan escribe:
Después me mostró un río limpio de agua de vida, resplandeciente como cristal, que salía del trono de Dios y del Cordero.
La referencia de Apocalipsis es interpretada como el Espíritu Santo. El Catecismo de la Iglesia Católica, 1137, lo considera «uno de los más bellos símbolos del Espíritu Santo».
El tema común de la sed del Agua de Vida en el Libro del Apocalipsis y el Evangelio de Juan se puede resumir de la siguiente manera:
| Apocalipsis 21:6                                                                  | Juan 7:37                                      | Juan 4:14                                                                             |
| --------------------------------------------------------------------------------- | ---------------------------------------------- | ------------------------------------------------------------------------------------- |
| ... Al que tuviere sed, yo le daré gratuitamente de la fuente del agua de la vida | ... Si alguno tiene sed, que venga a mí y beba | ... el agua que yo le daré, será en él una fuente de agua que salte para vida eterna. |

El uso del término Agua de Vida en Apocalipsis 20 es parte del «tema de la vida» en el libro de Apocalipsis. Otros casos son el Libro de la Vida en Apocalipsis 21:27 y el Árbol de la Vida en Apocalipsis 22:2, 22:14 y 22:19. John R. W. Stott relaciona este tema a la vida eterna con Juan 17:3: «Y esta es la vida eterna: que te conozcan a ti, el único Dios verdadero, y a Jesucristo, a quien has enviado».

## En el Evangelio de Juan

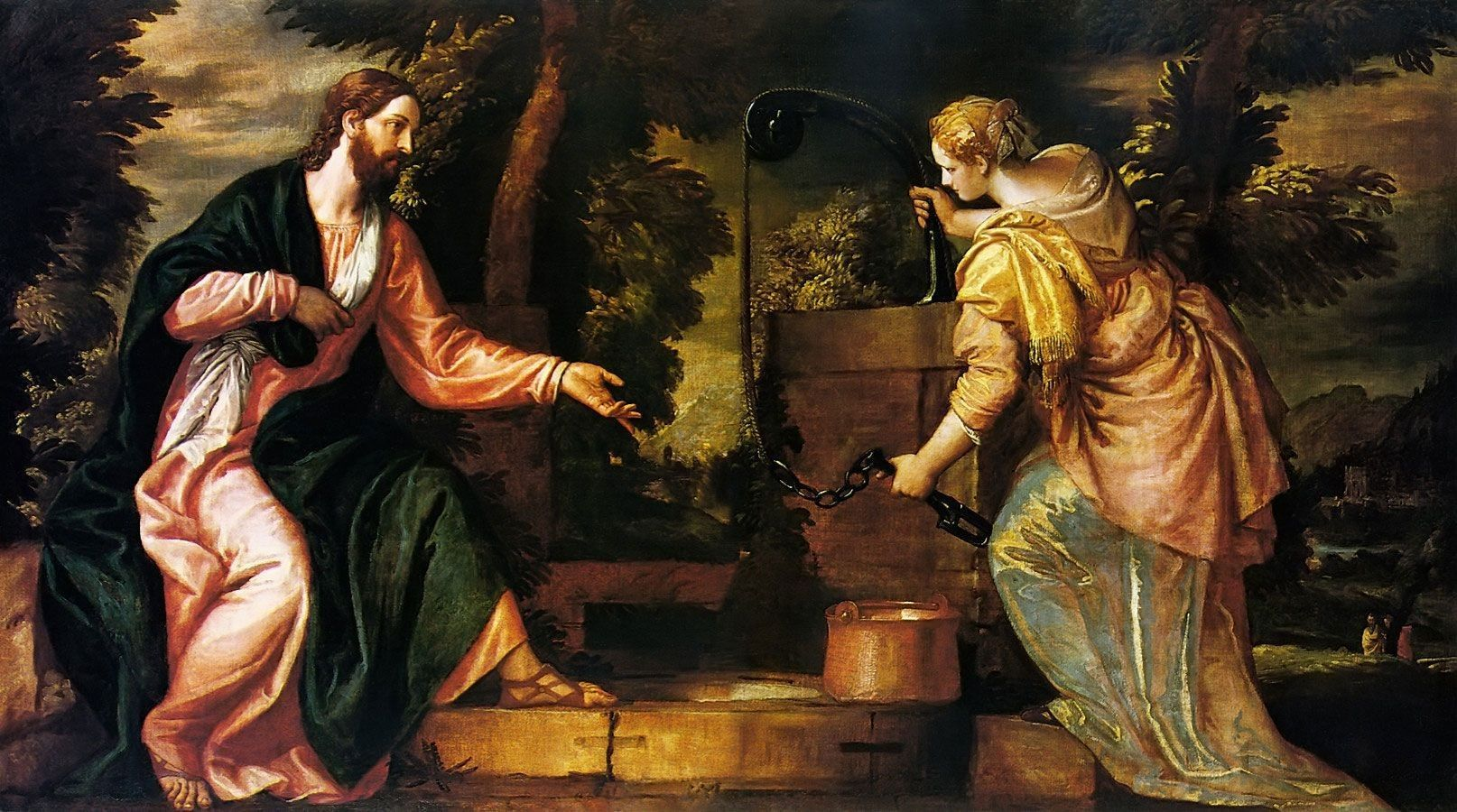
Jesús y la mujer samaritana en el pozo, de Paolo Veronese, 1585.

En el Evangelio de Juan algunas referencias al agua, como en Juan 4:15, se identifican tradicionalmente como el Agua de la Vida siendo el Espíritu Santo.
Los pasajes que componen Juan 4:10-26, y se relacionan con la mujer samaritana, en ocasiones son denominados como el Discurso del Agua de Vida. Estas referencias en el Evangelio de Juan también se interpretan como el Agua de Vida. El Discurso del Agua de Vida es el segundo de los siete discursos en el Evangelio de Juan, que forman pares con los siete signos en ese evangelio.
Otro discurso, llamado el Discurso del Pan de Vida, aparece en Juan 6:22-59. Por su parte, cada uno de los discursos sobre el Agua de la Vida y el Pan de Vida son ejemplos clave de «discursos temáticos individuales» en el Evangelio de Juan. Sin embargo, estos dos discursos en el Evangelio de Juan se complementan entre sí para formar el tema «Cristo como la Vida».
Según W. E. Vine, el tema «Cristo como la Vida» se refiere a Juan 5:26, donde Jesús dice: «Porque como el Padre tiene vida en sí mismo, así también ha dado al Hijo el tener vida en sí mismo», lo que refleja la afirmación de que Jesús tiene el poder de dar la vida, basada en su relación con el Padre Eterno.